# De vredige veldslag
De vredige veldslag is een stripverhaal uit de reeks van Jerom. Het werd in 1983 getekend door Eduard de Rop, maar kwam pas in 2024 uit als album. De cover hiervoor is gemaakt door Luc Morjaeu.

## Locaties
- Het huis van Jerom, rommelmarkt, asteroïde, kasteel Canteron, huis van de tovenaar

## Personages
- Jerom, Cupido, baron Canteron, Barnabé (kok), graaf Doremy, Angelique, tovenaar Nostrudamo, agent, leger, cavalerie, kokkin, veldheer,

## Uitvindingen
- De tijmtrotter[1]

## Het verhaal
Jerom vindt een los blad in een boek en ziet daar Canteron in het jaar 1775. Hij besluit met de Tijmtrotter op zoek te gaan. Onderweg komt hij Cupido tegen, die vindt dat er geen liefde meer is onder de mensen. Jerom kan voorkomen dat de asteroïde waar Cupido op zit door een meteoor wordt geraakt en Cupido is hem erg dankbaar. 
Jerom arriveert bij het kasteel Canteron, waar hij de baron ontmoet. Hij wordt als gast in het kasteel uitgenodigd en ziet dat juffrouw Angelique het hof wordt gemaakt door graaf Doremy. Ze is niet geïnteresseerd, maar haar vader wil dat ze met de graaf trouwt. Jerom komt erachter dat Angelique verliefd is op de kok, maar haar vader vindt hem beneden haar stand. 
Baron Canteron steelt een toverboek van de tovenaar Nostrudamo, als die zegt dat hij echte liefde niet wil verstoren. De baron wil er zelf voor zorgen dat de liefde tussen zijn dochter en de kok verdwijnt. Hij versteent de kok, maar tot zijn schrik wordt ook Angelique hierdoor in steen veranderd, aangezien de kok op dat moment met haar danste. Graaf Doremy is woedend als hij zijn geliefde in steen met de kok ziet en verklaart de baron de oorlog. Jerom en de baron gaan naar de tovenaar, die belooft de verstening ongedaan te maken op voorwaarde dat de baron de oorlog zonder geweld kan winnen. 
Jerom gaat naar huis en haalt wat dingen op. Inmiddels is de strijd begonnen en kanonskogels komen dicht bij de versteende geliefden. Jerom kan voorkomen dat het beeld wordt geraakt. Met stinkend water uit de rivieren van de twintigste eeuw kan hij het leger wegjagen. 's Nachts zorgt Jerom ervoor dat het eten van de vijand in de rivier belandt en de mannen weigeren te eten. Hij schiet aardappelen naar de mannen, die hierdoor ziek worden doordat ze niet zijn gewend aan  eten dat bewerkt is met hormonen en scheikundige stoffen. Dan schiet de graaf zelf een kanon af, maar de kanonskogel ketst af op de borst van Jerom. De strijd is gewonnen zonder dat er geweld aan te pas is gekomen, maar dan blijkt de tovenaar te zijn gestorven. 
Jerom haalt Cupido dan op, en hij schiet zijn pijl af op het liefdespaar. Hierdoor worden ze weer levend en de graaf stemt in met een huwelijk. Cupido wil wel met Jerom mee naar de aarde, hij wil toch nog eens proberen om liefde en vriendschap te brengen.